# Tanya Luhrmann
Tanya Marie Luhrmann (née en 1959) est une anthropologue psychologique américaine connue pour ses études sur les sorcières modernes, les chrétiens charismatiques et ses études sur la façon dont la culture façonne les expériences psychotiques, dissociatives et connexes. Elle a également étudié la culture et la morale, ainsi que la formation des psychiatres. Elle est professeure à l'université Watkins au département d'anthropologie de l'Université Stanford.

## Biographie
Luhrmann reçoit son B.A. summa cum laude en folklore et mythologie de Harvard - Radcliffe en 1981, en collaboration avec Stanley Tambiah. Elle étudie ensuite l'anthropologie sociale à l'Université de Cambridge, travaillant avec Jack Goody et Ernest Gellner. En 1986, elle obtient son doctorat pour un travail sur les sorcières modernes en Angleterre, publié plus tard sous le titre Persuasions of the Witch's Craft (1989). Dans ce livre, elle décrit la manière dont la magie et d'autres techniques ésotériques servent à la fois les besoins émotionnels et semblent raisonnables à travers l'expérience de la pratique.
Son deuxième projet de recherche porte sur la situation des Parsis contemporains, une communauté zoroastrienne en Inde. La communauté Parsi jouissait d'une position privilégiée sous le Raj britannique ; bien que les Parsis aient continué à bien se porter économiquement dans l'Inde postcoloniale, ils sont devenus politiquement marginaux par rapport à leur position précédente. Pendant le travail de terrain de Luhrmann dans les années 1990, de nombreux Parsis parlent avec pessimisme de l'avenir de leur communauté. Le livre de Luhrmann The Good Parsi (1996) explore les contradictions inhérentes à la psychologie sociale d'une élite postcoloniale.
Son troisième livre explore les contradictions et les tensions entre deux modèles de psychiatrie, le psychodynamique (psychanalytique) et le biomédical, à travers l'étude ethnographique de la formation des résidents américains en psychiatrie lors de la transition sanitaire du début des années 1990. Of Two Minds (2000) reçoit plusieurs prix, dont le prix Victor Turner d'écriture ethnographique et le prix Boyer d'anthropologie psychologique (2001).
Son quatrième livre, When God Talks Back: Understanding the American Evangelical Relationship with God (mars 2012), examine le mouvement croissant du christianisme évangélique et charismatique, et plus particulièrement comment les praticiens en viennent à expérimenter Dieu comme quelqu'un avec qui ils peuvent communiquer au quotidien par la prière et la visualisation. C'est l'objet d'un symposium de critiques de livres dans Religion, Brain & Behavior .
Elle travaille aussi à une étude financée par le NIMH sur la façon dont la vie dans la rue (sans-abri chronique ou périodique) contribue à l'expérience et à la morbidité de la schizophrénie.
Tanya Luhrmann est professeur d'anthropologie à l'Université de Californie à San Diego de 1989 à 2000. De 2000 à 2007, elle est professeure Max Palevsky au département de développement humain comparé de l'Université de Chicago, où elle est également directrice du programme d'ethnographie clinique. Depuis le printemps 2007, elle est professeure d'anthropologie à l'Université Stanford.
Elle est élue membre de l'Académie américaine des arts et des sciences en 2003, présidente de la Society for Psychological Anthropology en 2008. Elle reçoit de nombreux prix d'érudition, dont le prix du président de l'American Anthropological Association en 2004 et un prix Guggenheim en 2007. En 2006, Luhrmann prononce la conférence Lewis Henry Morgan à l'Université de Rochester, considérée par beaucoup comme la plus importante série de conférences annuelles dans le domaine de l'anthropologie. Luhrmann est élue à l'American Philosophical Society en 2022.
Elle est la sœur de l'auteur de livres pour enfants Anna Dewdney (en) (auteur de la série "Llama Llama").

## Publications
- Luhrmann, Tanya M. (2022) Feu de la présence. Aviver les expériences de l’invisible. (How God Becomes Real. Kindling the Presence of Invisible Others) Princeton, NJ : Presse universitaire de Princeton / trad. S. Renaut, Bruxelles, Vues de l'esprit, 2022.
- Luhrmann, Tanya M. (2012) When God talks back: Understanding the American Evangelical Relationship with God. New York, NY : Alfred A. Knopf, Inc.
- Luhrmann, Tanya M. (2004) "Metakinesis: How God Becomes Intimate in Contemporary U.S. Christianity". American Anthropologist 106 : 3 : 518-528.
- Luhrmann, Tanya M. (2000) Of two minds: The growing disorder in American psychiatry. New York, NY : Alfred A. Knopf, Inc.
- Luhrmann, Tanya M. (1996) The Good Parsi: the postcolonial anxieties of an Indian colonial elite. Cambridge, MA : Harvard University Press.
- Luhrmann, Tanya M. (1989) Persuasions of the Witch’s Craft.. Cambridge, MA : Harvard University Press.